# Distretto di Hanbogd
Il distretto di Hanbogd è uno dei quindici distretti (sum) in cui è suddivisa la provincia dell'Ômnôgov', in Mongolia. Conta una popolazione di 3.154 abitanti (censimento 2009).